# Topologia geomètrica

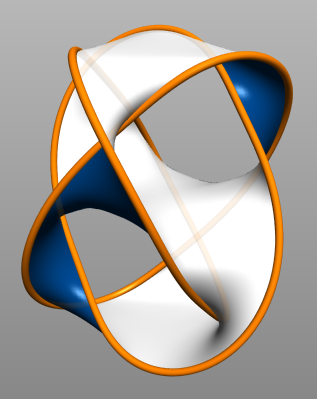
Una superfície Seifert delimitada per un conjunt de nusos borromeus. Les superfícies de Seifert per a enllaços són una eina útil en topologia geomètrica

La topologia geomètrica (topologia de dimensions baixes) és l'àrea de la topologia i la topologia algebraica que estudia problemes geomètrics, topològics i algebraics que sorgeixen en l'estudi de varietats de dimensions menors de 5, espais localment homeomorfs dels espais euclidians, des de dimensió zero fins a la quarta. Els seus mètodes s'inspiren en la geometria i la topologia de fenòmens físics inclusivament relativistes i quàntics, i idealitzacions abstractes modernes sobre el concepte de dimensions: sobretot en tres i quatre dimensions.
Per a aquesta ciència -que estudia les varietats i els encaixos, i els encaixos propis entre aquestes-, alguns dels temes representatius són: la teoria de nusos; classificació de 3 i 4-varietats; complements de nusos en la n-esfera, i la teoria topològica quàntica de camp.{\displaystyle S^{n}}
La topologia de dimensions baixes (com també se la coneix) es considera una ciència de gran interactivitat entre totes la branques de la matemàtica i amb altres de la física. Una de les qüestions importants d'aquesta branca (resolta per Perelman al 2006) és la cèlebre conjectura de Poincaré i la conjectura de geometrització de Thruston.

## Tòpics

### 1-varietats
- corba: parametrització d'un camí diferenciable entre dos punts en algun espai,
- trajectòria: gairebé com una corba, però no necessàriament diferenciable, només se'n demana continuïtat,
- circumferència o 1-esfera: qualsevol trajectòria, camí o corba tancada simple,
- grup fonamental: functor de la topologia algebraica que assigna a un espai, X, el seu grup fonamental

```

  

    

      

        

          
π

          

            
1

          

        

        
(

        
X

        
)

      

    

    
{\displaystyle \pi _{1}(X)}

  

```

```

  

    

      

        

          
π

          

            
1

          

        

        
(

        
X

        
)

      

    

    
{\displaystyle \pi _{1}(X)}

  

 (
X
) {\displaystyle \pi _{1}(X)}

  

    

      

        

          
π

          

            
1

          

        

        
(

        
X

        
)

      

    

    
{\displaystyle \pi _{1}(X)}

  

```

- nus: en l'espai X, és un subconjunt K de X, que és homeomorf a l'esfera u,
- enllaç: conjunt de components{\displaystyle S^{1}} connexes, cada component homeomorfa a S {\displaystyle S^{1}} {\displaystyle S^{1}}{\displaystyle S^{1}}
- trena (braid): conjunt unidimensional que té el tipus homotòpic d'un wedge de circumferència,
- grup de trenes (braid group),
- nus tòric: corba tancada simple en la superfície del toro.

### 2-varietats
- superfície: la corfa d'objectes tridimensionals. Objectes localment homeomorfs a

```

  

    

      

        

          

            
R

          

          

            
2

          

        

      

    

    
{\displaystyle \mathbb {R} ^{2}}

  

 2 {\displaystyle \mathbb {R} ^{

  

    

      

        

          

            
R

          

          

            
2

          

        

      

    

    
{\displaystyle \mathbb {R} ^{2}}

  

}}

  

    

      

        

          

            
R

          

          

            
2

          

        

      

    

    
{\displaystyle \mathbb {R} ^{2}}

  

```

- esfera,
- toro (matemàtiques),
- plànol projectiu: espai bidimensional construït en identificar la frontera d'una cinta de Möbius i la frontera d'un disc,
- ampolla de Klein: espai que es crea, en unir la frontera de dues cintes de Möbius,
- cèrcol o cilindre: I-bundle trivial sobre la 1-esfera,
- cinta de Möbius: fibrat no trivial per interval sobre un cercle (I-bundle over S¹),
- característica d'Euler: igual a nombre de vèrtexs menys nombre de costats, més nombre de cares. És invariant en posar més vèrtexs i, per tant, costats i cares,
- Plànol complex:

```

  

    

      

        

          
C

        

      

    

    
{\displaystyle \mathbb {C} }

  

 {\displaystyle \mathbb {C} }

  

    

      

        

          
C

        

      

    

    
{\displaystyle \mathbb {C} }

  

```

- Plànol cartesià:

```

  

    

      

        

          

            
R

          

          

            
2

          

        

      

    

    
{\displaystyle \mathbb {R} ^{2}}

  

 2 {\displaystyle \mathbb {R} ^{

  

    

      

        

          

            
R

          

          

            
2

          

        

      

    

    
{\displaystyle \mathbb {R} ^{2}}

  

}}

  

    

      

        

          

            
R

          

          

            
2

          

        

      

    

    
{\displaystyle \mathbb {R} ^{2}}

  

```

- Curvatura de superfícies: concepte de mesura de com es corben les superfícies localment, tenint com a patró l'esfera de ràdio r que es corba localment 1/r² en cadascun dels seus punts. Observeu que com més gran en sigael radi, la curvatura tendeix a zero (que és la curvatura del pla). Dit d'altra manera: un plànol és com una esfera de radi infinit.

## Persones

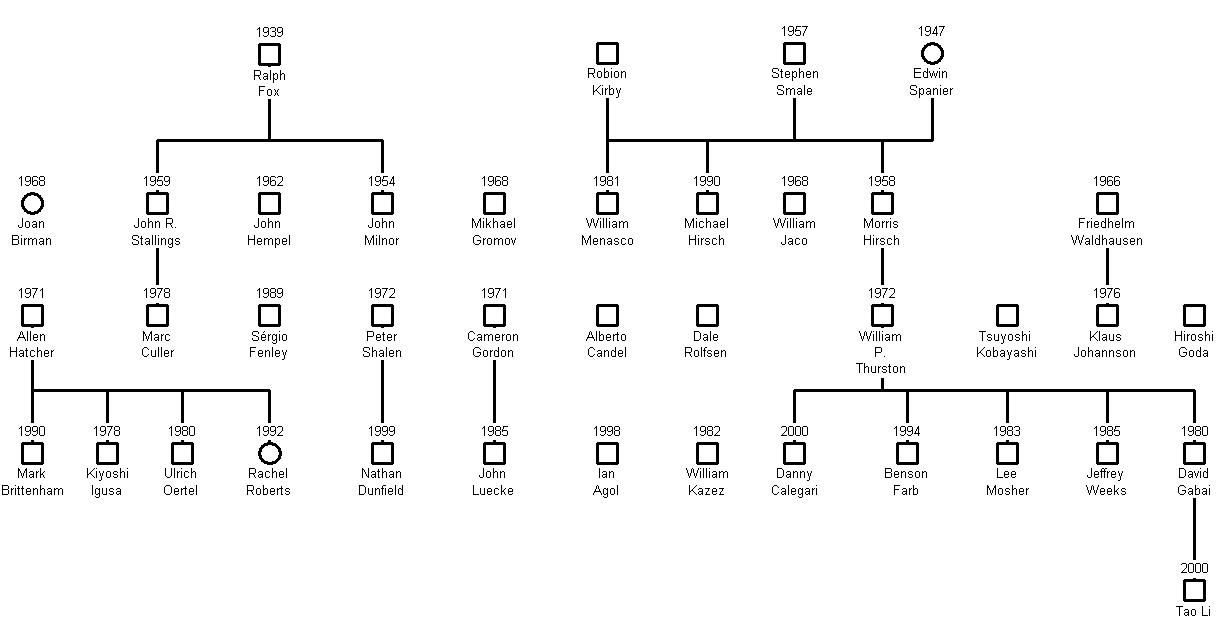
Celebritats de la topologia de dimensions baixes

### 3-varietats

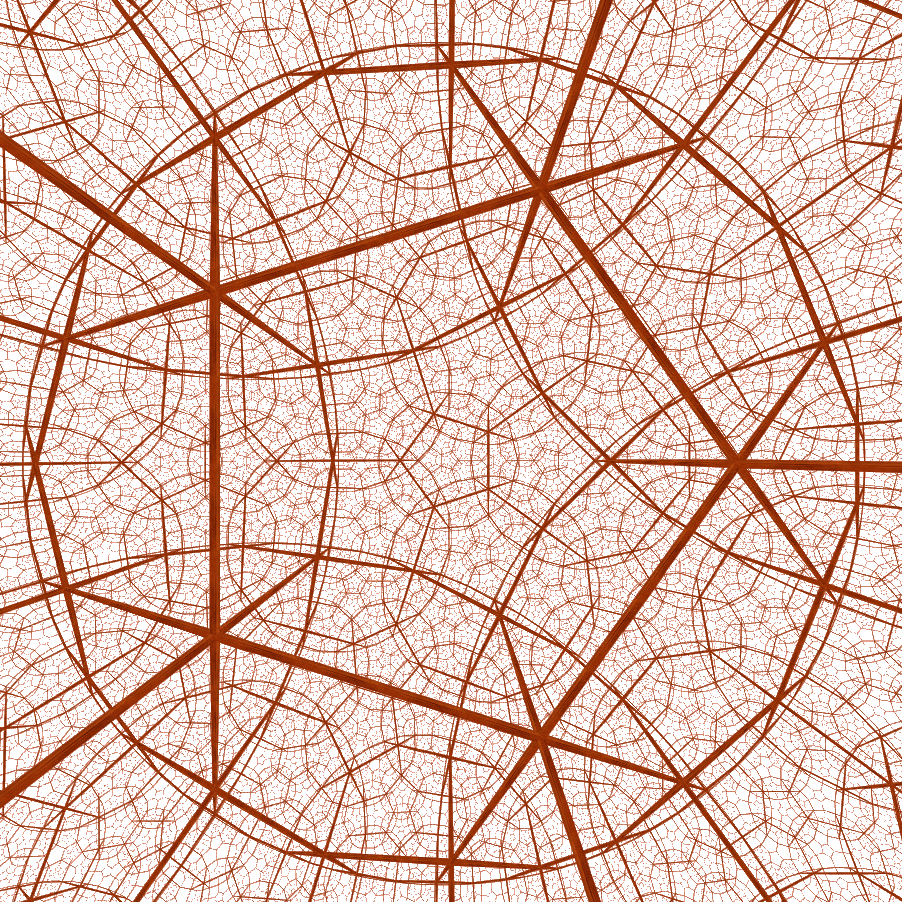
Esquema simplificat d'una tres-varietat hiperbòlica

- 3-esfera o bé SU(2)
- espai projectiu
- fibrats de Seifert
- Surface Bundle
- esfera homològica
- conjectura de Poincaré
- SO(3)
- Políedres
- Politop regular
- Complement d'un nus
- gènere de Heegaard
- espai hiperbòlic

### 4-varietats
- espaitemps
- relativitat
- espai de Minkowski
- Pentàcoron

## Varietatsen general
- tetraedro
- homeomorfismo
- Homotopía
- Homeotopía
- función circular
- LS-categoría
- Descomposición de Heegaard
- Suma conexa
- Teorema de Jordan-Schönflies
- Teoría de calibración
- Topología PL
- Fibrado (bundle)
- Variedad de Riemann
- Chern-Simons
- Clase característica
- Orbifold
- Twistor
- Spinor
- Tensor de curvatura
- Grupo de Lie
- Cálculo de variaciones
- Mecánica clásica
- cubierta ramificada
- Flujo de Ricci
- Cubo con asas